# شیشه: ساختار، خواص و کاربرد
شیشه: ساختار، خواص و کاربرد کتابی از واهاک مارقوسیان است که در سال ۱۳۸۱ منتشر و در مراسم کتاب سال جمهوری اسلامی ایران به‌عنوان کتاب برگزیده معرفی شد.